# Hugo Rodallega
Hugo Rodallega Martínez (Candelaria, 25 juli 1985) is een Colombiaans voetballer. Hij speelt bij voorkeur als aanvaller. Op 12 juli 2012 tekende Rodallega een driejarig contract bij Fulham. In juni 2015 gaf Fulham FC hem uit als vrije speler. Een maand later tekende de aanvaller een contract bij Akhisar Belediyespor, dat hem transfervrij overnam. Sinds januari 2017 speelt hij voor Trabzonspor.

## Clubcarrière
Hugo Rodallega debuteerde in het profvoetbal in 2004 bij Deportes Quindío. Na één seizoen al trok hij naar Deportivo Cali, dat ook in de Copa Mustang uitkomt. Daarna trok hij naar Mexico. Hij speelde daar voor CF Monterrey, Atlas Guadalajara en Necaxa. Op 26 januari 2009 legde Wigan Athletic de Colombiaanse aanvaller vast. Hij debuteerde op 28 januari tegen Liverpool. In drie seizoenen scoorde hij 24 doelpunten voor Wigan Athletic uit 112 wedstrijden. Op 12 juli 2012 tekende de transfervrije Rodallega een driejarig contract bij Fulham. Op 22 september maakte hij zijn eerste doelpunt voor zijn nieuwe club tegen zijn ex-club Wigan Athletic. In 2015 vertrok hij naar Akhisar Belediyespor in Turkije, en in januari 2017 nam het eveneens Turkse Trabzonspor hem over.

## Interlandcarrière
Rodallega vond vlot de weg naar het doel bij Colombia –20. Hij maakte deel uit van de Colombiaanse selectie die in 2005 deelnam aan het WK voetbal U20 in Nederland. Daar verloor de ploeg van bondscoach Eduardo Lara in de achtste finales van de latere kampioen Argentinië (2-1). Bij het eerste elftal scoort hij minder vlot. Zijn debuut voor Los Cafeteros maakte hij in 2005 in de wedstrijd tegen Venezuela.